# Thalassocypria vavrai
Thalassocypria vavrai är en kräftdjursart som beskrevs av Dietmar Keyser 1975. Thalassocypria vavrai ingår i släktet Thalassocypria och familjen Candonidae. Inga underarter finns listade i Catalogue of Life.